# Bart Jansen (zanger)
Bart Jansen is een pseudoniem dat in de jaren 1970 door twee Nederlandse zangers werd gebruikt, Hans Kusters en Polle Eduard.
Kusters had in 1971 onder de naam Januske d'rop en de Leutgadommes twee liedje uitgebracht waarvan er een Kende gij Bart Jansen getiteld was.
In 1972 schreef Peter Koelewijn het nummer Nassibal, met als refrein "Munne nassibal, munne nassibal, munne nassibal is heet", op de melodie van het Italiaanse nummer Una marcia in fa. Het lied werd gezongen door Polle Eduard, die het pseudoniem "Bart Jansen" gebruikte, als verwijzing naar het eerste nummer van Kusters. Nassibal stond in 1972 vier weken in de Top 40 met als hoogste positie nummer 12. Daarna volgde het nummer Serafina, dat ook door Polle Eduard werd gezongen onder de naam Bart Jansen.
In 1973 bracht Hans Kusters twee nummers uit onder de naam Bart Jansen: Op een klein stationnetje en De werkmens, dat laatste oorspronkelijk door Ivan Heylen gezongen.